# عیتنیت
عیتنیت (به عربی: عیتانیت) یک منطقهٔ مسکونی در لبنان است که در شهرستان بقاع غربی واقع شده‌است. عیتنیت ۱٬۰۵۰ متر بالاتر از سطح دریا واقع شده‌است.